# Kvarnträsket (Arvidsjaurs socken, Lappland, 727644-168040)
Kvarnträsket är en sjö i Arvidsjaurs kommun i Lappland och ingår i Byskeälvens huvudavrinningsområde. Sjön har en area på 0,12 kvadratkilometer och ligger 350,2 meter över havet.

## Delavrinningsområde
Kvarnträsket ingår i det delavrinningsområde (727572-168126) som SMHI kallar för Mynnar i Pjesker. Medelhöjden är 363 meter över havet och ytan är 4,29 kvadratkilometer. Räknas de 3 avrinningsområdena uppströms in blir den ackumulerade arean 30,07 kvadratkilometer. Vattendraget som avvattnar avrinningsområdet har biflödesordning 3, vilket innebär att vattnet flödar genom totalt 3 vattendrag innan det når havet efter 142 kilometer. Avrinningsområdet består mestadels av skog (87 procent). Avrinningsområdet har 0,2 kvadratkilometer vattenytor vilket ger det en sjöprocent på 4,7 procent.